# Isididae
Isididae zijn een familie van zachte koralen uit de orde van Alcyonacea.

## Geslachten
- Acanella Gray, 1870
- Acanthoisis Studer, 1887
- Annisis Alderslade, 1998
- Australisis Bayer & Stefani, 1987
- Caribisis Bayer & Stefani, 1987
- Chathamisis Grant, 1976
- Chelidonisis Studer, 1890
- Circinisis Grant, 1976
- Echinisis Thomson & Rennet, 1932
- Eknomisis Watling & France, 2011
- Florectisis Alderslade, 1998
- Gorgonisis Alderslade, 1998
- Iotisis Alderslade, 1998
- Isidella Gray, 1857
- Isis Linnaeus, 1758
- Jasminisis Alderslade, 1998
- Jasonisis Alderslade & McFadden, 2012
- Keratoisis Wright, 1869
- Ktenosquamisis Alderslade, 1998
- Lepidisis Verrill, 1883
- Lissopholidisis Alderslade, 1998
- Minuisis Grant, 1976
- Mopsea Lamouroux, 1816
- Muricellisis Kükenthal, 1915
- Myriozoisis Alderslade, 1998
- Notisis Alderslade, 1998
- Oparinisis Alderslade, 1998
- Orstomisis Bayer, 1990
- Pangolinisis Alderslade, 1998
- Paracanthoisis Alderslade, 1998
- Peltastisis Nutting, 1910
- Plexipomisis Alderslade, 1998
- Primnoisis Studer & Wright, 1887
- Pteronisis Alderslade, 1998
- Sclerisis Studer, 1879
- Sphaerokodisis Alderslade, 1998
- Stenisis Bayer & Stefani, 1987
- Tenuisis Bayer & Stefani, 1987
- Tethrisis Alderslade, 1998
- Zignisis Alderslade, 1998